# Raí
Pour les articles homonymes, voir Rai.
Raí Souza Vieira de Oliveira, surnommé Raí, est un footballeur brésilien, international brésilien, né le 15 mai 1965 à Ribeirão Preto, Brésil. Il évoluait au poste de milieu de terrain offensif ou attaquant.
Frère cadet de Sócrates (1954-2011), il est indissociable des succès du Paris Saint-Germain dans les années 1990, période faste qui a vu le club parisien remporter une Coupe d'Europe des vainqueurs de coupe, un titre de Champion de France de D1, deux Coupes de France et deux Coupes de la Ligue. Au-delà de ces titres en club, il a aussi remporté la Coupe du monde 1994 avec le Brésil.

## Biographie
Raí est le frère cadet de l'ancien international brésilien Sócrates. Ses deux autres frères portent également un nom de personnalité grecque antique : Sófocles et Sóstenes.

### Carrière sportive
Raí signe sa première licence de football en 1981 au club de Botafogo Ribeirão Preto malgré les nombreuses sollicitations dont il fut l'objet depuis son enfance. Raí préféra en effet pratiquer jusqu'à l'âge de 15 ans le football avec les copains de sa rue.
Après une saison complète à Botafogo Ribeirão Preto et un passage éclair par l'AA Ponte Preta, il est recruté par le FC Sao Paulo. Il est notamment la pièce maîtresse de cette grande équipe du FC Sao Paulo dirigé par Telê Santana, l'ancien sélectionneur national brésilien, au début des années 1990, qui remporte la Copa Libertadores en 1992 et en 1993. Il remporte aussi la Coupe intercontinentale en 1992 contre le grand FC Barcelone de Johan Cruyff. C'est à cette période qu'il devient titulaire avec la Seleção, en en devenant même le capitaine. C'est avec ce statut qu'il commence d'ailleurs la Coupe du monde en 1994 aux États-Unis, mais à partir des huitièmes de finale contre les États-Unis, il perd ce titre en faveur de Dunga et, remplaçant le reste de la compétition, il ne joue que quelques minutes en quart de finale contre les Pays-Bas et une mi-temps en demi-finale contre la Suède. Mais c'est avec ce statut de joueur cadre de son club et de son équipe nationale que les dirigeants du Paris SG le font signer durant l'hiver 1994, pour rejoindre le club parisien l'été suivant.
À Paris, après une première saison difficile (1993-1994) où il évolue dans l'ombre de Valdo, Raí s'impose comme une pièce maîtresse du PSG. Il devient rapidement "capt'ain Raí" de par ses immenses talents de meneur de jeu, où il peut faire admirer sa classe naturelle et son intelligence de jeu, mais aussi par ses très grandes qualités, comme son professionnalisme, son exemplarité, son abnégation et sa maîtrise de soi, qui feront de lui notamment un incroyable tireur de penalty. Il est à noter qu'il est le seul à surnager lors du naufrage de son équipe contre la Juventus Turin en finale aller de la Supercoupe d'Europe en 1996 et qu'il s'offre un triplé contre le Steaua Bucarest en Tour Préliminaire retour de la Ligue des Champions en Ligue des champions de l'UEFA 1997-1998, permettant à son équipe de se qualifier après le match aller perdu sur tapis vert (0-3), à la suite de l'affaire Fournier. Il a été élu dans un sondage du journal le Parisien meilleur joueur de l'histoire du PSG avec 85 voix de plus que le buteur Pedro Miguel Pauleta.
Le 29 avril 1998, il honore sa dernière sélection avec la Seleção dans un match amical face à la rivale équipe d'Argentine (défaite 1-0 au stade Maracanã de Rio de Janeiro). Le mois suivant, il n'est pas sélectionné par Mário Zagallo pour disputer la Coupe du monde 1998 avec le Brésil.
1998 sonne la fin sa carrière en France et en Europe, Raí décide de terminer sa carrière, chez lui, au Brésil, en signant un contrat de deux ans au FC Sao Paulo. Son dernier match avec le PSG s'effectuant à Châteauroux, les supporters du club parisien ont offert au joueur deux animations en tribune lors du match précédent au Parc des Princes contre Monaco, Raí est en pleurs après le match, submergé par l'émotion. Il aura remporté avec le PSG un titre de champion de France (1994), deux Coupes de France (1995 et 1998), deux Coupes de la Ligue (1995 et 1998) et une Coupe des Coupes en 1996 contre le Rapid de Vienne.
Il acheva sa carrière de joueur professionnel en 2000.
En 2022, le magazine So Foot le classe dans le top 1000 des meilleurs joueurs du championnat de France, à la 30e place.

### Retraite sportive

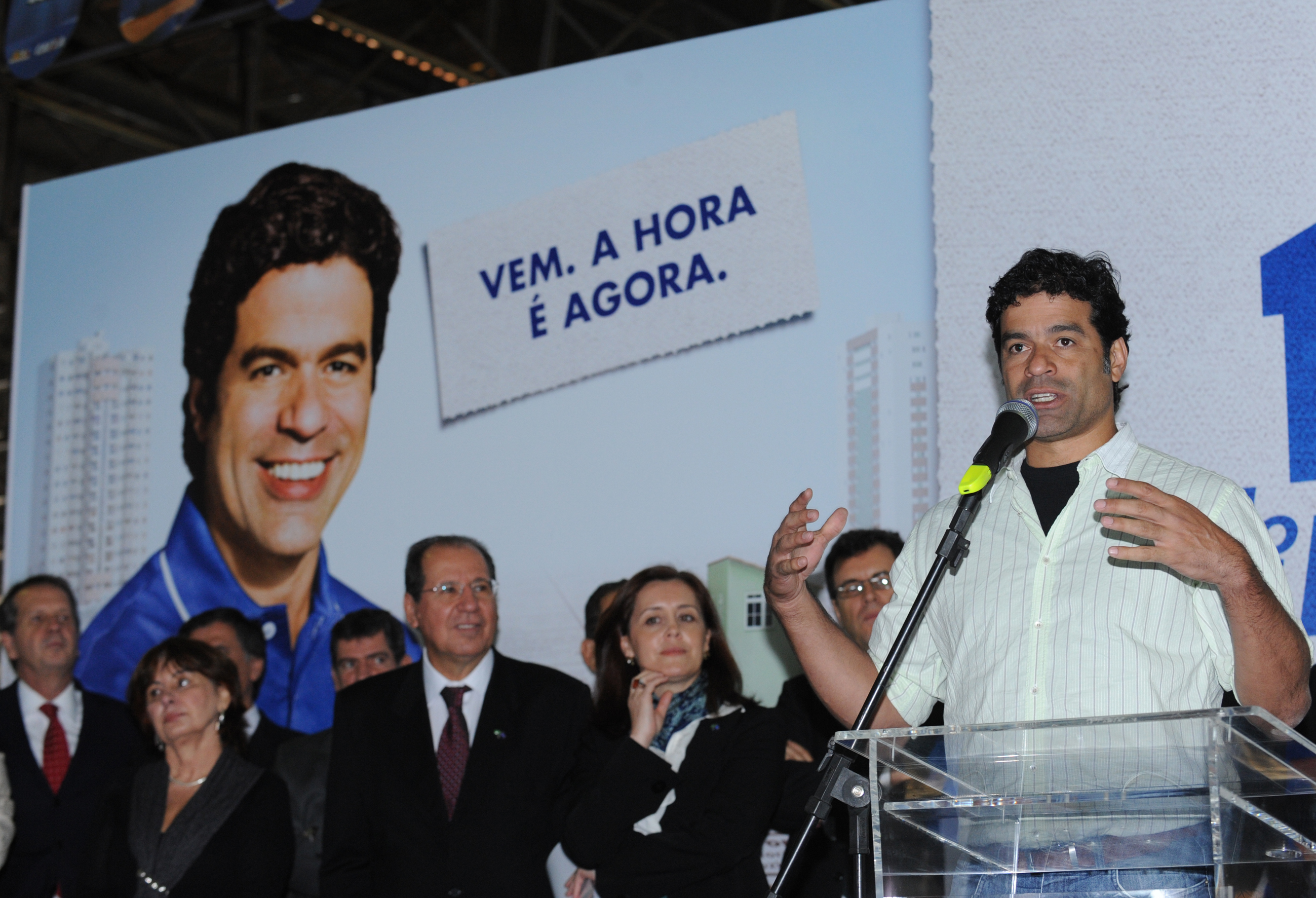
Rai en 2009.

Durant son passage à Paris, Raí ne s'est pas contenté de jouer pour le Paris Saint-Germain. Il a également pris des cours de civilisation française à la Sorbonne, pour « apprendre le français d'une autre manière », ainsi que des cours de philosophie.
En 2001, il effectue une brève apparition dans la série télévisée de Rede Globo, Secrets de familledans laquelle il joue son propre rôle, celui d'un ex-footballeur qui rencontre à l'aéroport un des personnages de la série (Ciça Soriano, interprété par l'actrice Júlia Feldens).
Le 7 juillet 2006, Raí a rejoint le Paris Saint-Germain, où il fut joueur de 1993 à 1998, en tant qu'ambassadeur du club en Amérique du Sud durant un an jusqu'à l'été 2007.
En 2007, il prend une année sabbatique à Londres afin de « vivre dans une autre ambiance, d'expérimenter de nouvelles choses, de faire le point ». Il prend également le temps d'écrire un livre de philosophie pour les enfants qui sera au programme de plusieurs écoles. Il montre ainsi son goût pour les sciences humaines, passion qu'il partage avec son frère Sócrates.
En 2016, il commente la cérémonie d'ouverture des Jeux olympiques de Rio avec Daniel Bilalian et Alexandre Boyon et la cérémonie de clôture avec Lionel Chamoulaud et Alexandre Boyon sur France 2. Il obtient la nationalité française le 7 juin 2016.
Il devient en 2017 le directeur sportif du Sao Paulo FC. Il démissionne de son poste le 1er février 2021 à la suite du limogeage de son entraîneur, Fernando Diniz.
Actionnaire et dirigeant du Paris Football Club depuis le début de saison 2023/2024,"heureux de retrouver Paris pour un nouveau projet footballistique", s'est-il récemment confié à la chaîne Bein Sports.
En 2024, Rai devient diplômé de Sciences pô Paris, après avoir repris des études en master.

## Palmarès

### En club

#### Avec São Paulo
- Vainqueur de la Coupe Intercontinentale en 1992
- Vainqueur de la Copa Libertadores en 1992 et 1993
- Vainqueur de la Recopa Sudamericana en 1992
- Champion du Brésil en 1991
- Champion de São Paulo en 1989, 1991, 1992, 1998 et 2000

#### Avec le PSG
- Vainqueur de la Coupe d'Europe des Vainqueurs de Coupe en 1996
- Champion de France en 1994
- Vainqueur de la Coupe de France en 1995 et 1998
- Vainqueur de la Coupe de la Ligue en 1995 et 1998
- Vainqueur du Trophée des champions en 1995
- Finaliste de la Coupe d'Europe des Vainqueurs de Coupe en 1997
- Finaliste de la Supercoupe d'Europe en 1996

### En équipe du Brésil
- 51 sélections et 16 buts entre 1987 et 1998
- Vainqueur de la Coupe du monde en 1994
- Vainqueur des Jeux Panaméricains en 1987
- Participation à la Copa America en 1987 (Premier Tour) et en 1991 (finaliste)

### Distinctions personnelles
- Élu Homme du match de la finale de la Coupe intercontinentale en 1992
- Élu meilleur joueur sud-américain de l'année en 1993
- Élu meilleur joueur du siècle du São Paulo FC
- Élu meilleur joueur du siècle du Paris Saint-Germain
- Élu meilleur joueur de l'histoire du Paris Saint-Germain par un jury composé de supporters, de journalistes et d'anciens joueurs en 2020[11]
- Membre de l'équipe-type de l'histoire du Paris Saint-Germain[12]

### Statistiques
| Saison                | Club                  | Championnat           | Championnat | Championnat | Coupe nationale | Coupe nationale | Coupe de la Ligue | Coupe de la Ligue | Supercoupe | Supercoupe | Compétition(s) continentale(s) | Compétition(s) continentale(s) | Compétition(s) continentale(s) | Supercoupe UEFA | Supercoupe UEFA | Coupe intercontinentale | Coupe intercontinentale | Brésil | Brésil | Total | Total |
| Saison                | Club                  | Division              | M.          | B.          | M.              | B.              | M.                | B.                | M.         | B.         | Comp.                          | M.                             | B.                             | M.              | B.              | M.                      | B.                      | M.     | B.     | M.    | B.    |
| 1984                  | Botafogo              | Série A               | 13          | 1           | -               | -               | -                 | -                 | -          | -          | -                              | -                              | -                              | -               | -               | -                       | -                       | -      | -      | 13    | 1     |
| 1985                  | Botafogo              | Série A               | 25          | 1           | -               | -               | -                 | -                 | -          | -          | -                              | -                              | -                              | -               | -               | -                       | -                       | -      | -      | 25    | 1     |
| 1986                  | Ponte Preta           | Série A               | 10          | 1           | -               | -               | -                 | -                 | -          | -          | -                              | -                              | -                              | -               | -               | -                       | -                       | -      | -      | 10    | 1     |
| 1987                  | São Paulo FC          | Série A               | 8           | 1           | -               | -               | -                 | -                 | -          | -          | CL                             | -                              | -                              | -               | -               | -                       | -                       | 11     | 2      | 19    | 3     |
| 1988                  | São Paulo FC          | Série A               | 19          | 4           | -               | -               | -                 | -                 | -          | -          | -                              | -                              | -                              | -               | -               | -                       | -                       | -      | -      | 19    | 4     |
| 1989                  | São Paulo FC          | Série A               | 15          | 3           | -               | -               | -                 | -                 | -          | -          | -                              | -                              | -                              | -               | -               | -                       | -                       | -      | -      | 15    | 3     |
| 1990                  | São Paulo FC          | Série A               | 23          | 5           | -               | -               | -                 | -                 | -          | -          | -                              | -                              | -                              | -               | -               | -                       | -                       | -      | -      | 23    | 5     |
| 1991                  | São Paulo FC          | Série A               | 22          | 7           | -               | -               | -                 | -                 | -          | -          | -                              | -                              | -                              | -               | -               | -                       | -                       | 5      | 2      | 27    | 9     |
| 1992                  | São Paulo FC          | Série A               | 23          | 5           | -               | -               | -                 | -                 | -          | -          | CL                             | -                              | -                              | -               | -               | 1                       | 2                       | 7      | 6      | 31    | 13    |
| 1993                  | São Paulo FC          | Série A               | 0           | 0           | -               | -               | -                 | -                 | -          | -          | CL                             | 8                              | 4                              | -               | -               | -                       | -                       | 15     | 3      | 23    | 7     |
| 1993-1994             | Paris SG              | Division 1            | 28          | 6           | 4               | 2               | -                 | -                 | -          | -          | C2                             | 4                              | 0                              | -               | -               | -                       | -                       | 12     | 3      | 48    | 11    |
| 1994-1995             | Paris SG              | Division 1            | 28          | 12          | 5               | 0               | 4                 | 2                 | -          | -          | C1                             | 7                              | 2                              | -               | -               | -                       | -                       | -      | -      | 44    | 16    |
| 1995-1996             | Paris SG              | Division 1            | 27          | 14          | 3               | 1               | 1                 | 0                 | 1          | 0          | C2                             | 6                              | 2                              | -               | -               | -                       | -                       | -      | -      | 38    | 17    |
| 1996-1997             | Paris SG              | Division 1            | 35          | 9           | 3               | 1               | 1                 | 0                 | -          | -          | C2                             | 8                              | 1                              | 2               | 2               | -                       | -                       | -      | -      | 49    | 13    |
| 1997-1998             | Paris SG              | Division 1            | 29          | 10          | 6               | 3               | 5                 | 1                 | -          | -          | C1                             | 8                              | 4                              | -               | -               | -                       | -                       | 1      | 0      | 49    | 18    |
| 1998                  | São Paulo FC          | Série A               | 4           | 0           | -               | -               | -                 | -                 | -          | -          | -                              | -                              | -                              | -               | -               | -                       | -                       | -      | -      | 4     | 0     |
| 1999                  | São Paulo FC          | Série A               | 15          | 1           | -               | -               | -                 | -                 | -          | -          | -                              | -                              | -                              | -               | -               | -                       | -                       | -      | -      | 15    | 1     |
| Total sur la carrière | Total sur la carrière | Total sur la carrière | 324         | 80          | 21              | 7               | 11                | 3                 | 1          | 0          | -                              | 41                             | 13                             | 2               | 2               | 1                       | 2                       | 51     | 16     | 452   | 123   |

## Causes et prises de position

### Politique
Sur le plan politique, il est ouvertement opposé au président d’extrême droite Jair Bolsonaro,.

Le 3 juillet 2024, Raí est présent à la Place de la République (Paris) pour appeler à faire barrage au Rassemblement national, dans le contexte des élections législatives.

### Humanitaire
En 1998, Raí crée en compagnie de Leonardo la fondation Gol de Letra,. Cette association caritative brésilienne met particulièrement l'accent sur l'éducation des enfants et adolescents, et a pour but de développer l’éducation et la formation des enfants de quartiers défavorisés au Brésil.

### Socioculturel
Le 16 juin 2024, à l’occasion du premier concert des jeunes musiciens d’ADO (Apprentissage De l’Orchestre), à l’Opéra Bastille, Raí est devenu le parrain du programme ADO développé par l’Opéra National de Paris, en soutien de nombreux élèves de 11 conservatoires partenaires de banlieue parisienne et de Paris, issus de milieux sociaux très divers.

## Distinctions

### Décorations
- Chevalier de la Légion d'honneur Le 13 décembre 2013, Rai a été fait chevalier de la Légion d'honneur par François Hollande[20],[21].

### Honneurs
- 2019 : Doctorat honoris causa de l'Université Paris X [22]